# Šentpavel, Ljubljana
Šentpavel je naselje v Mestni občini Ljubljana.